# Útero arcuato
Se llama útero arcuato a una malformación uterina que se considera como una variedad del útero septado. En el útero septado la cavidad del útero está dividida de forma incompleta en dos partes por la existencia de un septo o tabique. 

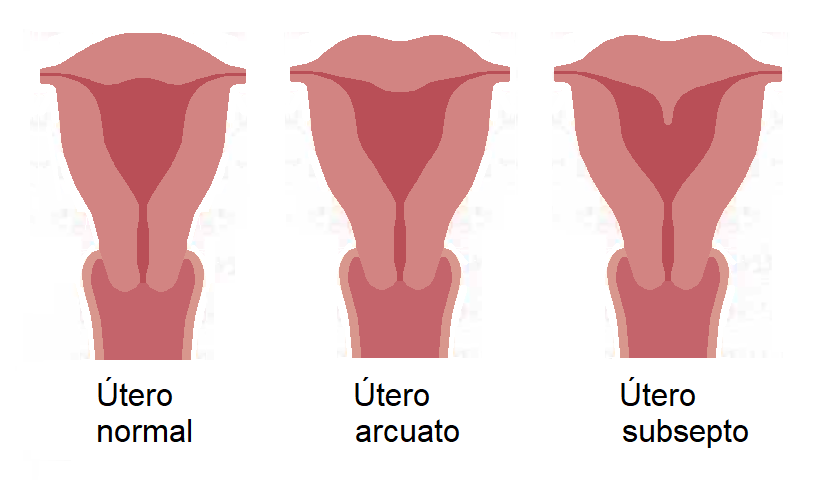
El útero arcuato es una forma de transición entre el útero normal y el útero subsepto.

En el útero arcuato el septo no existe, pero se aprecia una convexidad en el fondo uterino que insinúa la formación de dos cavidades. Esta malformación es muy frecuente y en la mayor parte de los casos no ocasiona problemas de fertilidad ni otros trastornos y solamente se detecta al realizar pruebas específicas. Algunos autores consideran que el útero arcuato es una variante de la normalidad y no una anomalía, por otra parte su posible asociación con la pérdida precoz de embarazo u aborto espontáneo es controvertida y no está confirmada.